# Moto Morini Scrambler
La Moto Morini Scrambler 1200 è un modello di motocicletta prodotto artigianalmente dalla casa motociclistica bolognese Moto Morini. È stato assemblato a partire dal 2009 presso gli stabilimenti di Casalecchio di Reno (Bologna) e, dal 2014 presso quelli di Trivolzio (Pavia) fino al 2021. 
Il modello era prodotto e personalizzabile su richiesta dei clienti.

## Storia

### La presentazione
Nata sulla base tecnica - motore e telaio - della 9 1/2, il design della moto è stato curato dallo studio Marabese Design, già autore della 1200 Sport, stavolta con l'intento di richiamare le linee delle "scrambler" degli anni sessanta e con un richiamo alle café racer. Si presenta con solo un piccolo cupolino protettivo, con telaio nonché organi propulsivi in piena vista e pneumatici tassellati di primo equipaggiamento.
Il propulsore è una versione rivista del classico "Bialbero CorsaCorta" e si tratta di un motore a 4 tempi bicilindrico a V di 87°, progettato ex novo da Franco Lambertini e in linea con le normative anti-inquinamento euro 3. Nella versione presentata ad Eicma 2017, è stato portato in linea con le normative euro 4. La componentistica è quasi interamente italiana: il telaio è inizialmente fornito dalla Verlicchi, la forcella anteriore è una Marzocchi Magnum Upside Down da 50mm, mentre la sospensione posteriore - nella prima produzione dotata di ammortizzatore laterale Paioli con serbatoio piggy back, verrà poi sostituita da un monoammortizzatore laterale Ohlins pluriregolabile. L'impianto frenante è della Brembo. Nel corso degli anni, anche a causa delle vicissitudini dell'azienda e del fallimento di alcuni fornitori (fra cui Verlicchi Telai e Paioli Meccanica), e di una serie di aggiornamenti, la componentistica varierà.

### La prima serie
Presentata nel 2008, al Bike Expo di Padova assieme alla 1200 Sport, e provata su strada alla fine dell'anno la produzione inizia successivamente a quest'ultima e a rilento l'anno successivo a causa della forte crisi che investe il marchio, e che porta ad un rallentamento della fornitura dei nuovi pezzi specifici per il modello. Con la messa in liquidazione della società, e le ormai mancate richieste da parte dei clienti - preoccupati per la possibilità di carenze di assistenza e di ricambi - e dei concessionari, finiscono per essere pochissimi gli esemplari finiti di tale prima serie (nei colori nero/bianco o rosso/bianco) usciti dalla fabbrica prima dello stop produttivo, avvenuto nello stesso 2009. È solo grazie alla decisione del curatore fallimentare di prolungare l'esercizio provvisorio a settembre del 2010 per vendere le moto a magazzino e terminare la costruzione di quelle ancora in catena di montaggio, utilizzando i pezzi in stock, che è possibile - nel 2010 - per la fabbrica sfornare e vendere - fra gli altri modelli - altri 30 copie della Scrambler, omologandole singolarmente. A queste si aggiungono ulteriori 16 esemplari, assemblati utilizzando anche pezzi di altri modelli del marchio.
È stata l'ultima motocicletta prodotta dalla proprietà Morini Motori della casa motociclistica bolognese prima della messa in liquidazione della società, avvenuta nel 2010.

### La Scramblerrestyling
Nel corso del 2012, con la ripresa dell'attività dell'azienda da parte della nuova proprietà di Moto Morini, il modello - aggiornato tecnicamente ed esteticamente (il bozzetto dei colori disponibile è diverso, non essendo più disponibili le colorazioni precedenti) - è stato scelto, assieme alla "Granpasso" ed al "Corsaro Veloce" ugualmente aggiornati, per far parte del tris di modelli che è stato deciso di rilanciare in una produzione in serie limitata e "su richiesta", secondo la filosofia della nuova proprietà. In questo modo, le moto sono anche personalizzabili. Nel 2014, a seguito del trasferimento della sede da Casalecchio di Reno, la moto viene assemblata a Trivolzio (Pavia).

### La "Nuova Scrambler(2018)"
Dopo aver progressivamente aggiornato esteticamente, nell'elettronica e - ove possibile, nella meccanica - il modello già in listino, ad EICMA 2017 l'azienda presenta il prototipo di una "Nuova Scrambler (2018)", stilizzata dal designer Angel Lussiana secondo il nuovo corporate look della casa, con diverso telaio ed estetica modificata, nonché rivista nella meccanica ed elettronica. Mentre la nuova moto non è ancora disponibile, la Scrambler classica resta comunque in catalogo, ad affiancarla.
La produzione termine nel 2021 con l’entrata in vigore della normativa Euro 5.